# Skånemarkedet
Sildemarkedet ved Skanør og Falsterbo i Skåne var i middelalderen Danmarks største indkomstkilde efter Øresundstolden . Det sydvestligste Skåne var i flere århundreder i merkantil henseende det vigtigste sted i Danmark. Der blev betalt skat af saltet til konserveringen. Det kom fra Lüneburg og blev leveret af hansekøbmændene fra Lübeck.
Det angives i 1300-tallet, at der under markedet lå omkring 40.000 både i Øresund, og at 300.000 mennesker deltog i kommersen. Disse tal er dog nok voldsomt overdrevne – som mange andre tal opgivet i middelalderlige kilder.[kilde mangler]
Ifølge Adam af Bremen stod silden ved den skånske kyst så tæt, at fisken lod sig øse af havet med de bare næver. 
Kvalitetskontrollen på sildemarkedet var hård; der var dødsstraf for at pakke silden forkert. Det var nødvendigt for at holde den høje pris, at varen var af bedste kvalitet. 
Den skånske sild eksporteredes over hele Europa og var i middelalderen en meget populær luksusfødevare, især i fastetiden, hvor ingen måtte spise kød. 
På kontinentet skulle en fiskehandler, som solgte sild, der ikke var skånske, sætte et rødt flag på sin bod.